# Atriophallophorus minutus
Atriophallophorus minutus är en plattmaskart. Atriophallophorus minutus ingår i släktet Atriophallophorus och familjen Microphallidae. Inga underarter finns listade i Catalogue of Life.